# Lispe lisarba
Lispe lisarba este o specie de muște din genul Lispe, familia Muscidae, descrisă de John Otterbein Snyder în anul 1949. Conform Catalogue of Life specia Lispe lisarba nu are subspecii cunoscute.